# Ԍ (кириллица)
Ԍ, ԍ (в Юникоде называется коми се) — буква расширенной кириллицы. Данная буква входит в алфавит Молодцова, который использовался для языка коми в 1920-х годах. В алфавите Молодцова эта буква 24-я, обозначает звук [ɕ] (щ).